# Amphistium
Amphistium es un género extinto de peces actinopterigios prehistóricos. Fue descrito por Agassiz en 1834.
Vivió en Italia. En un pez plano típico, la cabeza es asimétrica con ambos ojos en un lado de la cabeza. En Amphistium, la transición de la cabeza simétrica típica es incompleta, con un ojo colocado cerca de la parte superior de la cabeza.